# 스펠바운드 (1945년 영화)
《스펠바운드》(Spellbound)는 미국에서 제작된 알프레드 히치콕 감독의 1945년 느와르, 미스터리, 멜로/로맨스, 스릴러, 드라마 영화이다. 잉그리드 버그만 등이 주연으로 출연하였고 데이빗 O. 셀즈닉 등이 제작에 참여하였다. 일부 장면의 디자인을 만들기 위해 살바도르 달리와 협업하였으나, 논란 끝에 대부분의 분량을 편집한 채 상영하였다.

## 줄거리
정신과 의사 콘스탄스(잉글리드 버그만)은 그녀가 재직하는 정신병원에 부임한 신임원장과 인사를 나누는 저녁모임에서 에드워드(그레고리 펙)를 보고 첫눈에 사랑에 빠진다. 그러나 콘스탄트가 테이블에 포크로 줄무늬들을 내는 것을 본 에드워드는 갑자기 의식이 흐려지고 그녀는 그의 행동을 의아하게 여긴다.
부친을 살해했다고 믿는 남자의 증세에 관심을 기울이는 에드워드에게 콘스탄트는 가짜 기억과 죄의식때문에 정신적인 문제를 일으키고 있는 것이라고 분석한다. 에드워드는 이 환자의 케이스와 콘스탄스의 분석방향에 관심을 갖게되고 두 사람은 서로에게 끌리게 된다. 그날 밤 콘스탄스는 망설이다가 에드워드박사의 정신분석관련 책을 가지고 그의 방을 찾아간다. 그리고 에드워드를 본 순간 책이야기는 꺼내지도 못하고 그에 대한 억누를 길 없는 사랑의 감정을 고백하고 에드워드도 다가가서 그녀를 포옹한다. 그러나 콘스탄스가 입고있던 나이트 가운의 줄무늬를 본 에드워드는 과거의 기억에 사로잡히며 괴로워하는데 그 때 긴급환자가 발생하고 두 사람은 급히 수술실로 가게 된다. 환한 수술실 조명아래에서 조금전 기억으로 괴로워하던 에드워드는 폐쇄공포증상을 내보이며 방안이 너무 어둡다며 고통스러워하고 의식을 잃는다. 그의 이러한 행동에 수술실에 있던 의사들은 그가 에드워드 박사가 맞는지 의심을 하게 된다. 콘스탄스는 에드워드가 과거의 기억을 잃어버린 사실을 알게 되고 의식을 되찾은 에드워드로부터 자신의 본명이 J.B.라는 말을 듣는다. 가지고 있었다고 말한다. 그러나 자신이 누구인지 모르겠다며 괴로워한다. 다음 날, 병원의사들은 에드워드 박사가 병원에 오기전 함께 일했던 여비서를 호출하고 그녀는 에드워드 박사의 사진을 의사들에게 보여준다. 그들은 진짜 에드워드 박사를 존이 살해하고 그를 사칭해 병원에 왔다고 경찰에 신고한다.
콘스탄스는 경찰이 오기 전에 한발 먼저 도망친 존이 남긴 메모를 발견하고 그를 뒤쫓아 뉴욕으로 향한다. 뉴욕 앰파이어 호텔에서 콘스탄스는 존과 재회하지만 직원이 가져온 신문에 자신의 수배기사를 보고 급히 그에게 도망을 치자고 한다. 두 사람은 역으로 가고 행선지를 묻는 티켓 판매소 직원의 질문에 존은 무언가 기억에 사로잡힌 듯 의식이 흐려지더니 ‘로마’라고 간신히 입을 뗀다. 콘스탄스는 은사 브륄로 박사가 살고있는 영국의 로마행 표를 주문하고 존과 함께 박사의 집으로 간다. 콘스탄스는 박사에게 신혼여행길에 잠시 들른 것처럼 말하고 박사는 두 사람을 집에 묵게 해준다. 밤중에 깨어난 존은 면도칼을 들고 방에서 나가 거실에 있는 브륄로박사에게 다가가고 박사는 그에게 약을 탄 우유를 권한다. 다음날 아침에 박사는 콘스탄스에게 존을 사로잡고 있는 잃어버린 기억을 되찾기 위해 최면 요법을 제안한다. 박사는 존에게 최면을 걸고 무의식 속에서 본 것을 이야기하게 한다. 꿈 속에서 존은 얼굴을 가린 남자와 커다란 저택안에서 카드게임을 하는 중이고 그의 주위에는 커다란 눈들이 지켜보고 있다. 곧 이어 누군가 커다란 가위로 그 눈을 오려내고 젊은 여자가 존에게 다가와 포옹을 한다. 이어 그 집의 주인으로 보이는 얼굴을 가린 남자가 세모난 바퀴를 지붕위에서 떨어 뜨린다. 존은 비스듬하게 기울어진 지붕 위를 마치 쫓기는 사람처럼 달려간다. 존은 의식을 회복하고 나서 눈이 내리는 창밖을 바라보고 아이가 탄 썰매가 지나간 자리에 검은 선들의 흔적이 남아있는 것을 보고 기억을 떠올리려한다. 콘스탄스는 흰바탕에 그어진 검은 선들이 그가 잃어버린 기억속 사실과 관련이 있다고 여기고 존을 스키장으로 데려간다. 콘스탄스와 함께 스키를 타고 내려오던 존은 낭떠러지 앞에서 어린시절 일어났던 동생의 사고를 기억해내고 자신은 살인자가 아니며 단지 사고에 대해 죄책감을 가지고 있었다는 사실을 알게된다.
형사들은 에드워드를 살해한 혐의로 콘스탄스를 찾아오고 숨진 에드워드 박사의 몸에서 총상이 발견되었다고 한다. 죄의식으로부터 벗어난 존이 누군가에 의해 살인 누명을 쓰게 된 것이라 생각한 콘스탄스는 새로 병원장을 맡게 된 닥터 머치슨이 에드워드박사를 살해한 진범이며 자신의 혐의를 기억을 잃고 죄의식에 사로잡혀있는 존에게 덮어씌우려했다는 사실을 알아낸다. 머치슨은 콘스탄스의 추궁에 부인하다가 자신의 머리에 방아쇠를 당긴다.

## 출연

### 주연
- 잉그리드 버그만
- 그레고리 펙

### 조연
- 미하일 체호프
- 리오 G. 캐럴
- 론다 플레밍
- 존 에머리
- 노먼 로이드
- 빌 굿윈
- 스티븐 거레이
- 도널드 커티스
- 월리스 포드
- 아트 베이커
- 레지스 투미
- 폴 하비

## 기타
- 원작자: 프란시스 비딩
- 미술: 제임스 바세비
- 의상: 하워드 그리어

## 같이 보기
- 해리성 기억상실